# Microcampylopus minor
Microcampylopus minor là một loài Rêu trong họ Dicranaceae. Loài này được (Besch.) Broth. ex Paris mô tả khoa học đầu tiên năm 1909.